# Deme N’Diaye
Deme N’Diaye (* 6. Februar 1985 in Dakar) ist ein senegalesischer ehemaliger Fußballspieler.

## Karriere

### Verein
N'Diayes erste Station im Profibereich war die AS Douanes in seiner Heimatstadt Dakar. Im Januar 2006 wechselte er nach Europa zum portugiesischen Erstligisten CF Estrela Amadora. Nach dem Zwangsabstieg des Klubs in die II Divisão schloss er sich 2009 dem AC Arles-Avignon an, der gerade in die französische Ligue 2 aufgestiegen war. Am Ende der Saison 2009/10 gelang der Durchmarsch in die Ligue 1. In seiner ersten Saison in Frankreichs höchster Spielklasse absolvierte er 33 Spiele, in denen er zwei Tore erzielte. Arles-Avignon verpasste den Klassenerhalt deutlich und stieg als abgeschlagener Tabellenletzter wieder in die Ligue 2 ab.
Nachdem der Wiederaufstieg verpasst wurde, wechselte N'Diaye 2012 zum Ligakonkurrenten RC Lens. Mit diesem Klub stieg er am Ende der Saison 2013/14 in die Ligue 1 auf. In seiner zweiten Erstligasaison kam er lediglich auf sieben Einsätze ohne Torerfolg und musste wie bereits mit Arles auch mit den Nordfranzosen die Ligue 1 nach nur einer Saison wieder verlassen.
Nach anderthalbjähriger Vereinslosigkeit schloss sich N'Diaye im Januar 2018 dem Viertligisten Arras Football an, den er im Sommer 2019 verließ. Seit Dezember 2019 war N'Diaye im Amateurbereich beim SC Saint-Nicolas-lez-Arras aktiv. 2023 beendete er seine Laufbahn.

### Nationalmannschaft
N'Diaye debütierte am 5. September 2009 in einem Freundschaftsspiel gegen Angola in der senegalesischen Nationalmannschaft.
Er stand im senegalesischen Aufgebot für die Fußball-Afrikameisterschaft 2012. Dort kam N'Diaye im zweiten Gruppenspiel beim 1:2 gegen Co-Gastgeber Äquatorialguinea zum Einsatz, als er in der 58. Spielminute für Demba Ba eingewechselt wurde. Im abschließenden Spiel der Vorrunde gegen Libyen stand er in der Anfangsformation und erzielte bei der 1:2-Niederlage den zwischenzeitlichen Ausgleich für den Senegal. In der 75. Spielminute wurde er gegen Issiar Dia ausgewechselt.  Der Senegal schied nach drei Niederlagen als Letzter der Gruppe A aus dem Turnier aus.
Zwischen 2009 und 2012 bestritt N'Diaye insgesamt 14 Länderspiele, in denen er zwei Tore erzielte.